# Ordine degli agostiniani scalzi

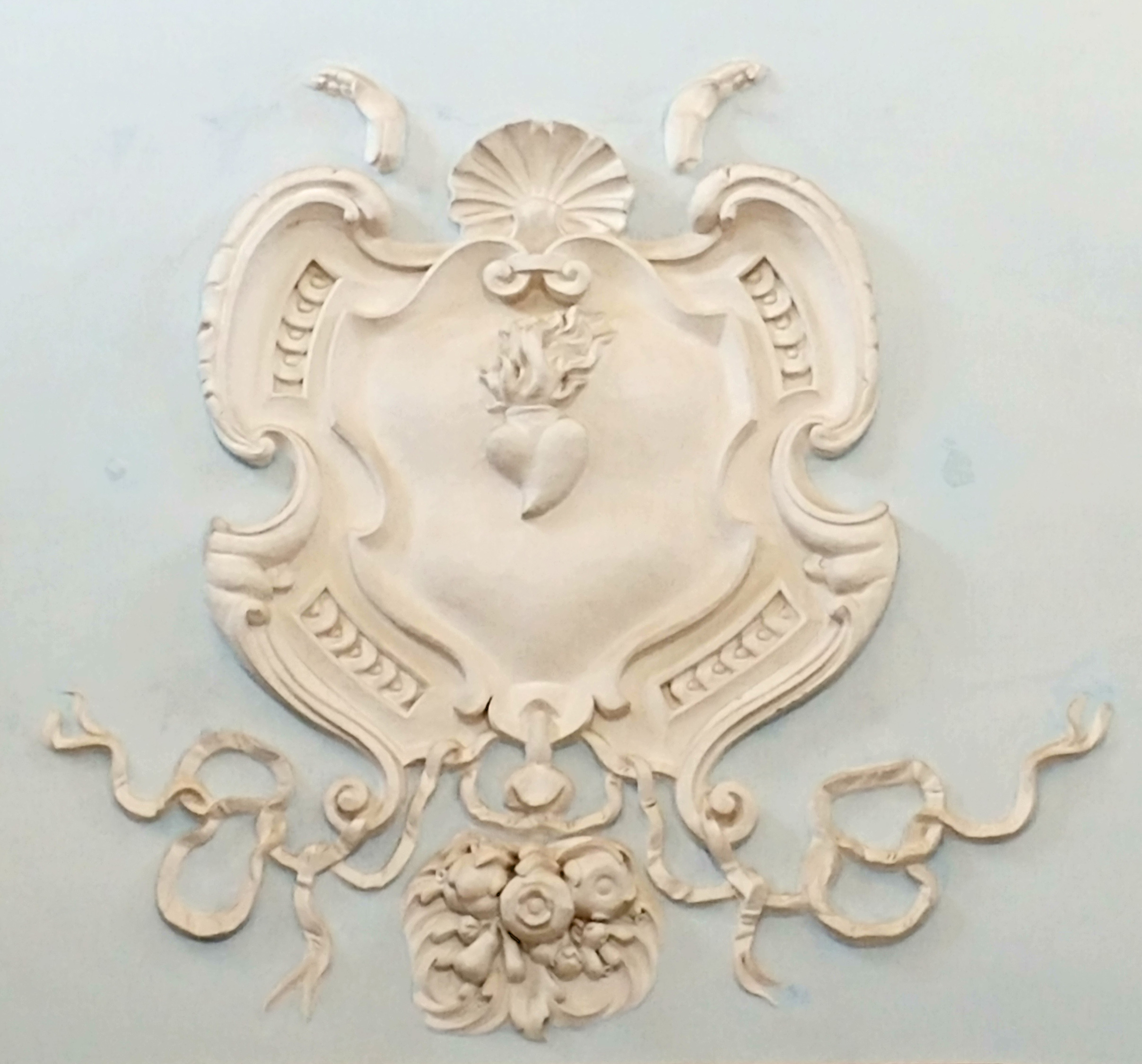
Lo stemma dell'Ordine degli agostiniani scalzi nella chiesa di Santa Maria di Porto Salvo a Gaeta

L'Ordine degli agostiniani scalzi (in latino Ordo Augustiniensium Discalceatorum) è un istituto religioso maschile di diritto pontificio: i frati di questo ordine mendicante pospongono al loro nome la sigla O.A.D.
Gli agostiniani scalzi sorsero a Napoli a opera di Ambrogio Staibano; traggono le loro origini dalla congregazione di Centorbi degli eremitani di Sant'Agostino, dai quali vennero separati il 16 novembre 1593 con il decreto Cum Ordinis nostri emesso da Andrea da Fivizzano, priore generale degli agostiniani.
Papa Clemente VIII li approvò come congregazione riformata all'interno dell'ordine agostiniano con breve Decet Romanum Pontificem del 5 novembre 1599; le loro costituzioni furono approvate da papa Paolo V una prima volta, in forma generica, nel 1610 e poi, in forma specifica, nel 1620.
Pur godendo di ampia autonomia, gli scalzi rimasero a lungo giuridicamente uniti all'ordine eremitano: furono riconosciuti come ordine autonomo il 21 aprile 1931, quando la sacra congregazione dei religiosi approvò le loro nuove costituzioni e concesse al loro superiore il titolo di priore generale.

## Storia

### Origini

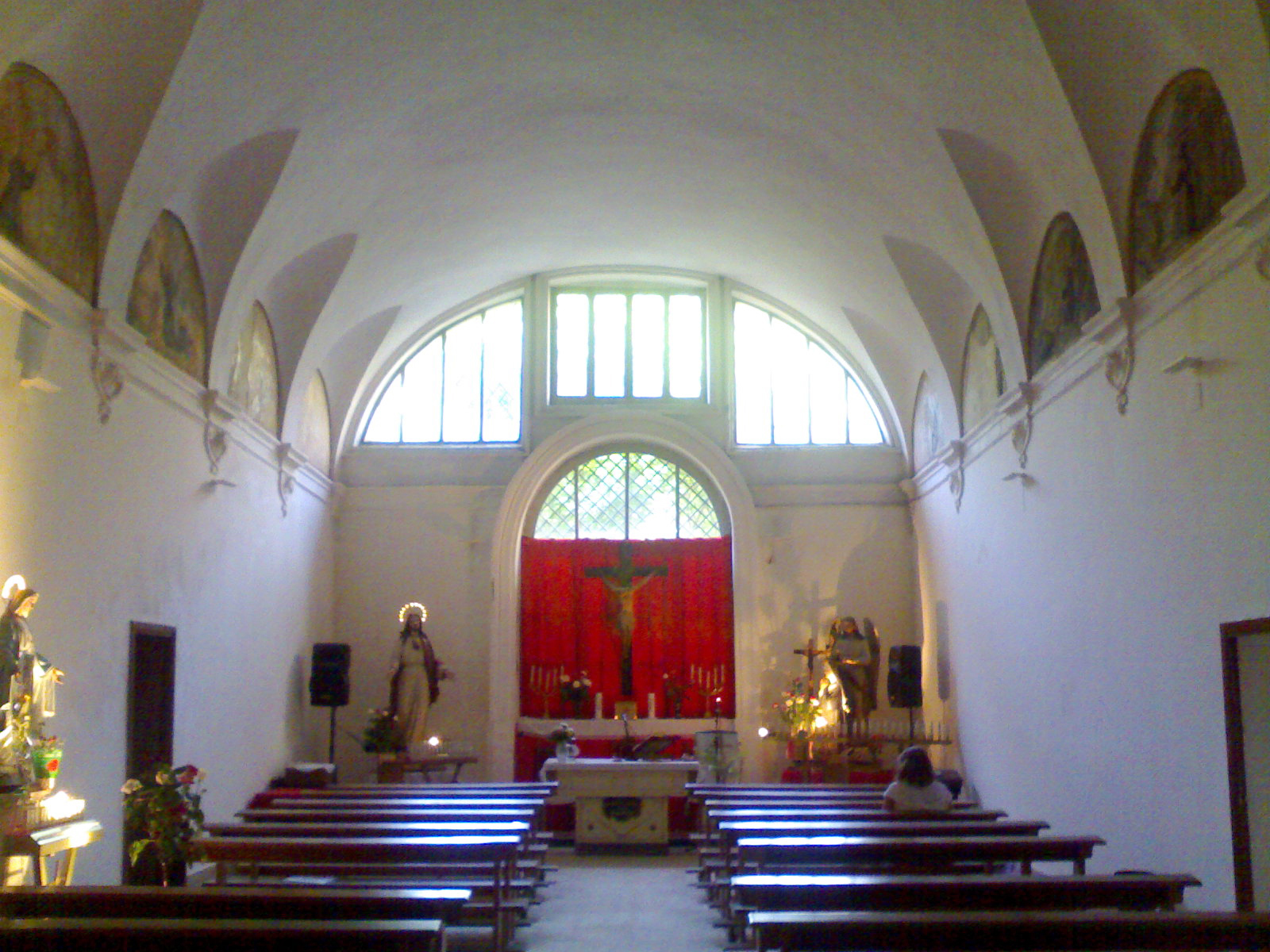
Il refettorio del convento degli scalzi di Santa Maria della Verità, uno dei primi dell'ordine

Nel 1517 il sacerdote Filippo Dulcetti si ritirò per condurre vita eremitica sul monte Scalpello, presso Centorbi. Negli anni successivi, si unirono a lui numerosi eremiti ma, con la lettera apostolica Lubricum vitae genus del 17 novembre 1568, papa Pio V impose ai religiosi di entrare in qualche ordine già approvato. Andrea del Guasto, seguace di Dulcetti e guida della comunità eremitica, scelse l'ordine degli eremitani di Sant'Agostino: il priore generale degli eremitani, Taddeo da Perugia, approvò l'unione nel 1579 e il 22 maggio 1585 gli eremiti vestirono l'abito agostiniano a Catania.
Tra i dodici compagni di Andrea del Guasto che diedero inizio alla congregazione di Centorbi era lo spagnolo Andrea Díez, di Siviglia, che ricevette l'incarico di aggregare nuovi conventi e romitori alla congregazione: a Díez si affiancarono i frati Andrea Staglietta e Ambrogio Staibano, del convento napoletano di Santa Maria all'Olivella. Proprio a Napoli, a opera di Ambrogio Staibano, per smembramento dalla congregazione degli eremiti di Centorbi, sorse la congregazione dei frati scalzi di sant'Agostino del Regno di Napoli, riconosciuta con il decreto Cum Ordinis nostri emesso il 16 novembre 1593 dal priore generale degli agostiniani, Andrea Securani da Fivizzano.
In seguito i recolletti di Spagna cercarono di attribuirsi il merito di aver dato origine agli scalzi tentando di dimostrare la provenienza di padre Díez dal loro convento di Talavera de la Reina: tale tesi, ripresa da alcuni studiosi (Disdier, Wan Luijk) è da ritenersi priva di fondamento perché Díez vestì l'abito agostiniano ed emise la sua professione tra gli eremiti di Centorbi, né i recolletti ebbero mai l'autorizzazione di trapiantare la loro riforma in Italia.
Papa Clemente VIII, che già nel 1595 aveva approvato la congregazione degli agostiniani scalzi di Francia, concesse l'approvazione papale agli scalzi di Napoli con il breve Decet Romanum Pontificem del 5 novembre 1599; le loro prime costituzioni vennero approvate, in forma generica, da papa Paolo V con il breve Christi fidelium del 28 settembre 1610 e poi, in forma specifica, con il breve Sacri apostolatus Ministerio del 5 maggio 1620.

### Espansione
I primi conventi della congregazione, quelli sorti negli ultimi anni del Cinquecento, furono quelli napoletani di Santa Maria dell'Olivella, di Santa Maria delle Grazie alla Renella e di Santa Maria della Verità, quelli romani dei Santi Pietro e Marcellino e di San Paolo alla Regola, quello genovese di San Nicola da Tolentino e quelli di Corneto, Rieti, Somma Vesuviana e Monte Miletto, ma vennero tutti presto abbandonati a eccezione di quelli di San Nicola di Tolentino (fondato nel 1596) e di Santa Maria della Verità (sorto nel 1597).
Il 7 maggio 1611 si unì agli agostiniani scalzi la congregazione riformata della Madonna del Soccorso, che contava una sessantina di frati in Sicilia: l'unione fu ratificata da papa Gregorio XV con il breve Pastoralis officii del 12 febbraio 1621. Nella prima metà del Seicento la congregazione degli scalzi riuscì a insediarsi e affermarsi in tutta Italia, ma la scelta delle sedi non pare aver seguito orientamenti precisi: conventi di scalzi sorsero sia in grossi centri urbani (Napoli, Roma, Torino, Milano, Messina), sia in piccoli centri periferici (Cerchio, Itala, Turbigo), sia in zone impervie e isolate (Lago, Castiglione). Il primo convento aperto fuori d'Italia fu quello di Praga, sorto nel 1623; nel 1630 gli agostiniani scalzi si insediarono nel convento imperiale di Vienna, concesso loro da Ferdinando II; nel 1641 fu fondato un convento a Lubiana e poi altri in Baviera, Stiria e Moravia.
Nel 1650, all'epoca dell'inchiesta ordinata da papa Innocenzo X sugli ordini religiosi, la congregazione contava 51 conventi e 945 frati. Nuovi conventi furono fondati nella seconda metà del Seicento, ma non al ritmo incalzante che aveva caratterizzato la prima metà del secolo.
La prima ripartizione territoriale dei conventi fu sancita con il breve Ad uberes di papa Urbano VIII del 1626, che suddivise la congregazione in quattro province (romana, napoletana, genovese, palermitana); nel 1659 si rese necessario smembrarle per formarne delle nuove (piemontese, messinese, del Regno di Napoli), nel 1674 fu creata la provincia milanese e nel 1731 (con il breve Exponi nobis di papa Clemente XII) quella ferrarese-picena.

### Opere

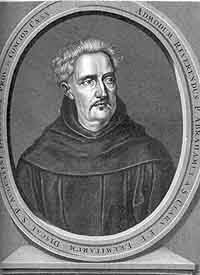
Abraham a Sancta Clara

Nel Seicento gli agostiniani scalzi si distinsero nel servizio agli appestati durante le epidemie: durante la pestilenza che colpì Trapani nel 1624 rimasero contagiati e persero la vita 17 dei 18 frati del convento della Madonna dell'Itria; gli scalzi di Palermo furono i primi a mettersi a disposizione delle autorità per il servizio ai colerosi; le vittime della carità tra i frati furono numerose anche a Milano, Mentana, Roma, Genova, Messina e Vienna, dove persero la vita anche tutti i membri del definitorio della provincia.
Gli agostiniani scalzi si dedicarono anche alla cura d'anime e alla predicazione, ambito in cui si distinse soprattutto padre Abraham a Sancta Clara, forse il più celebre esponente dell'ordine, ritenuto uno dei più grandi talenti oratori della Germania.
Gli studi, per spirito di umiltà, non furono mai particolarmente coltivati: uno dei principali centri di studio fu il collegio napoletano di Santa Maria della Verità, arricchito da papa Benedetto XIV di numerosi privilegi (breve Nihil magis del 2 agosto 1741), al quale era affiancata l'Accademia Aletina, aggregata all'Arcadia. Proprio a Napoli, per erudizione, si segnalò fra gli agostiniani scalzi Stefano da San Gregorio con i suoi trattati di diritto e teologia.
I primi missionari dell'ordine partirono nel 1697 dal convento romano di Gesù e Maria: per tutto il Settecento gli agostiniani scalzi operarono nel Tonchino e in Cina, dove ebbero un ruolo notevole dopo la soppressione della Compagnia di Gesù (padre Giovanni Damasceno della Concezione fu vescovo di Pechino dal 1778 al 1781).

### Indipendenza dell'ordine
Pur godendo di grande autonomia sin dal 1620, gli scalzi e gli agostiniani costituirono un unico corpo giuridico: il priore generale degli agostiniani godeva del diritto di visita sessennale sugli scalzi e il cardinale protettore era il medesimo; il superiore degli scalzi portava il titolo di vicario generale.
Le soppressioni degli ordini religiosi, iniziate nell'ultimo ventennio del Settecento e proseguite per tutto l'Ottocento, portarono a una notevole riduzione del numero degli scalzi, ma le loro nuove costituzioni, approvate dalla congregazione dei Regolari il 21 aprile 1931, sancirono la totale indipendenza dell'ordine e riconobbero il titolo di priore generale anche al superiore degli scalzi.

## Attività e diffusione
Gli agostiniani scalzi sono un ordine di vita mista e, oltre alla vita contemplativa, si dedicano a varie forme di apostolato, soprattutto al ministero sacerdotale. Rispetto ai frati degli altri ordini agostiniani, la spiritualità degli scalzi si distingue per il peculiare atteggiamento di umiltà (sin dal 1609, ai tre voti comuni a tutti i religiosi, gli agostiniani scalzi ne aggiungono un quarto di umiltà).
I conventi degli agostiniani scalzi sono in Brasile, Camerun, Filippine, Indonesia, Italia, Paraguay, Vietnam. La Curia generale è in piazza Ottavilla a Roma.
Alla fine del 2008 l'ordine contava 27 conventi e 222 tra novizi e frati, 123 dei quali sacerdoti.